# Universidad Queen Margaret de Edimburgo
La Universidad Queen Margaret es una de las universidades de la ciudad de Edimburgo.

## Historia
Fue fundada en 1875 como la Edinburgh School of Cookery and Domestic Economy (Escuela de Cocina y economía doméstica), por Christian Guthrie Wright y Louisa Stevenson.
En sus orígenes empezó como centro femenino.
Obtuvo su estatus como Universidad completa en 2007.
Está localizada en Musselburgh, East Lothian cerca de Edimburgo. Su nombre hace referencia a Margarita, esposa del rey Malcolm III de Escocia.

## Facultades
Actualmente posee las siguientes escuelas:
- Escuela de negocios, administración y gestión
- Escuela de artes y ciencias sociales

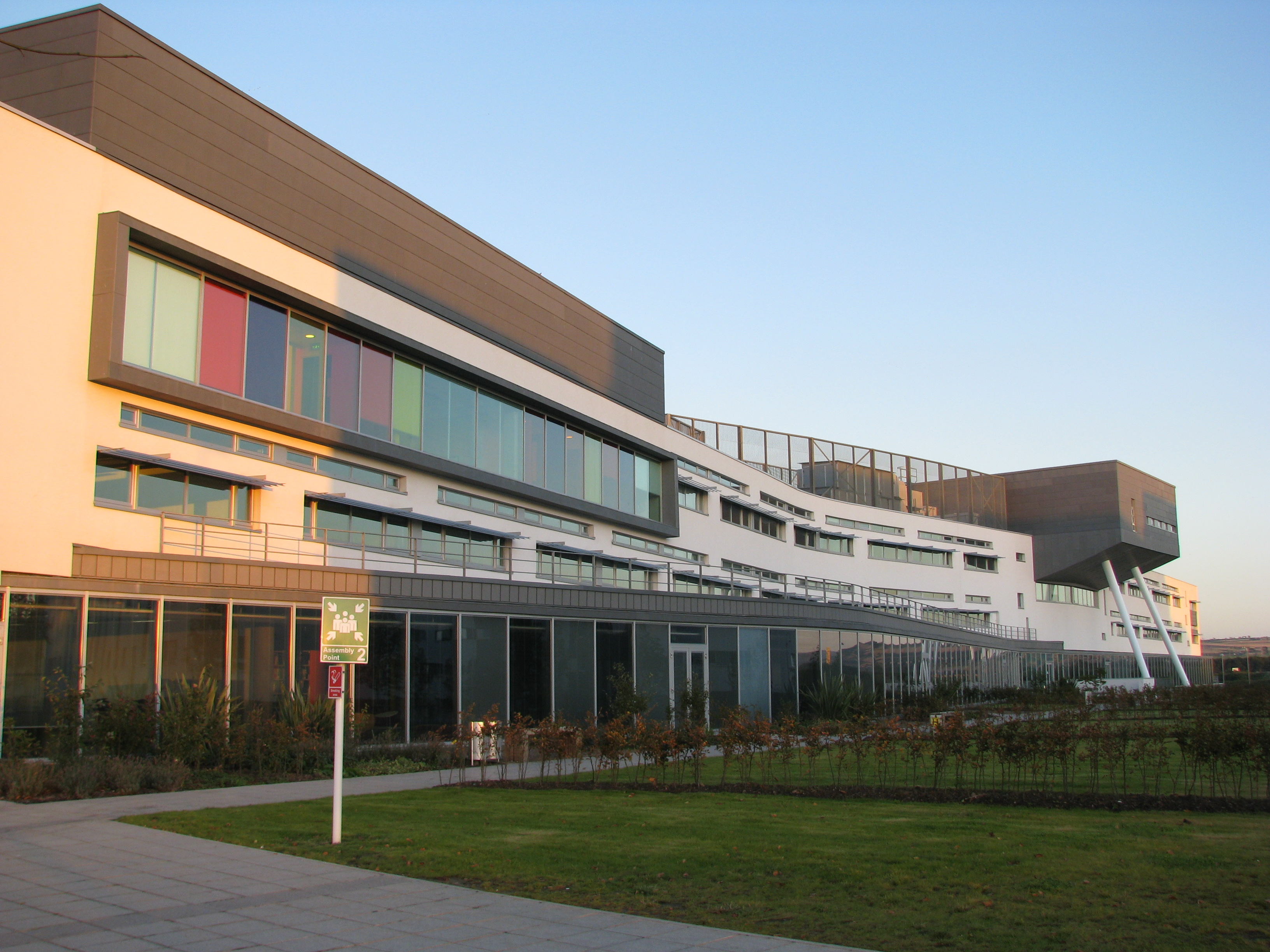
Campus de la Universidad Queen Margaret.

- Escuela de ciencias de la salud